# شام آخر (لئوناردو)
شامِ آخر (به ایتالیایی: Il Cenacolo or L'Ultima Cena) یکی از دیوارنگاره‌های لئوناردو داوینچی ایتالیایی است که به دلیل زیبایی، هر ساله گردشگران زیادی را به سمت خود می‌کشد.
این اثر هنری نشانگر صحنه‌هایی از شام آخر روزهای پایانی عمر مسیح است آنطور که انجیل به آن اشاره کرده‌است. این نقاشی بر پایهٔ کتاب یوحنا، باب ۱۳ آیهٔ ۲۱ است آنجا که مسیح می‌گوید که یکی از ۱۲ حواری اش به وی خیانت خواهد کرد. این نقاشی یکی از مشهورترین و باارزش‌ترین نقاشی‌های جهان است، که برخلاف بسیاری از نقاشی‌هایی از این دست قابل مالکیت شخصی نیست چرا که به آسانی نمی‌توان آن را جابجا کرد. شام آخر داوینچی به دلیل تکنیک اشتباه چسب‌رنگ و گسو به همراه نفوذ رطوبت از همان زمان کشیده‌شدن در سال ۱۴۹۸ میلادی تاکنون در حال از بین‌رفتن است.
این نقاشی سراسر یک دیوار تالار مستطیل شکلی را می‌پوشاند که سالن غذاخوری صومعه سانتا ماریا دله گرتزیه در شهر میلان بوده‌است.
داوینچی این نگاره را برای فرمانروای حامی خود یعنی دوک لودوویچو اسفورتزا کشید. این نقاشی حدود سه سال طول کشید. این نقاشی در جریان بمباران اوت ۱۹۴۳ آمریکایی‌ها در آستانه تخریب کامل بود که این اتفاق آخرین فصل از کتاب بدشانسی‌های شام آخر است. رمان‌نویس معروف، آلدوس هاکسلی این اثر را «غمگین‌ترین» اثر هنری دنیا نامید. بعد از صرف هزینه و وقت بسیار و تلاش متخصصان، بعد از مدت‌ها بالاخره شاهکار لئوناردو داوینچی بدون داربست و عاری از هرگونه گرد و غبار و آلودگی قابل رویت بود. حتی با وجود دقت فوق‌العاده داوینچی در ترسیم و نامگذاری حواریون در طرح اولیه این اثر، در نقاشی نهایی چند چهره وجود دارد که در مورد هویت آن‌ها تردید وجود دارد اما بی شک چهره کوچک و تیره‌ای که دست به سمت نان دراز کرده‌است یهوداست.
لئوناردو داوینچی، از فن ژرفا نمایی (پرسپکتیو) به منظور جلب توجه بیننده به چهره مسیح در این نقاشی استفاده کرد.

## شخصیت‌های تابلو
شخصیت‌های این اثر از چپ به راست: بارتولومئو، یعقوب پسر حلفا، اندریاس، یهودا اسخریوطی، پطرس، یوحنا یا مریم مجدلیه، عیسی، توما، یعقوب پسر زبدی، فیلیپ، متی، تادئوس و شمعون قانوی هستند.

## نگارخانه

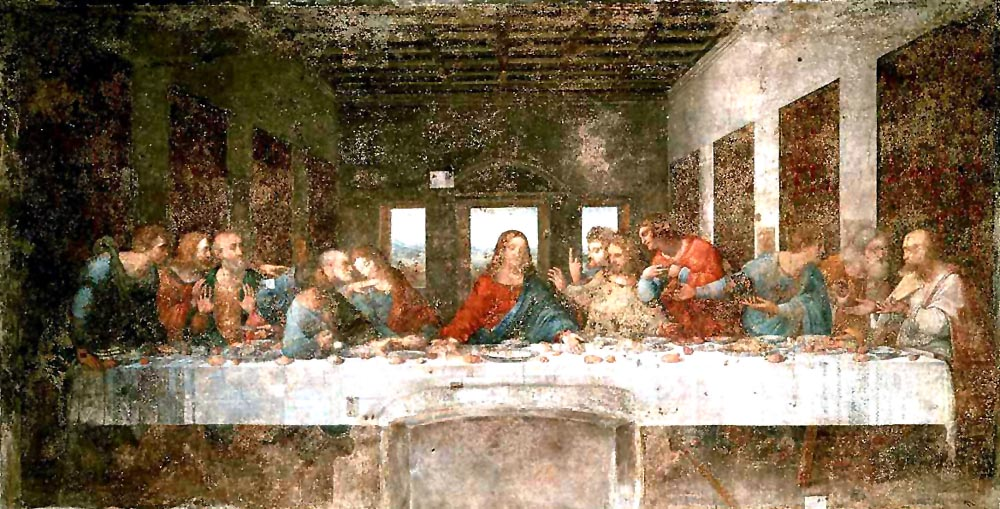
نقاشی در حوالی سال ۱۹۷۵، نشانگر میزان تخریب
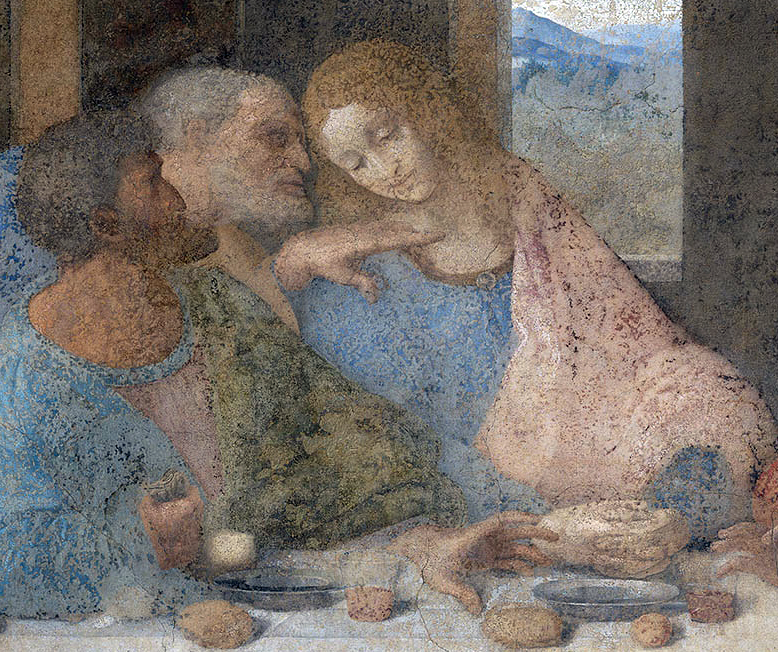
عمق میزان تخریب‌ها از یک نمای بسته و نزدیک
کلیسا و صومعهٔ «سانتا ماریا دله گراتسیه» میلان، ایتالیا
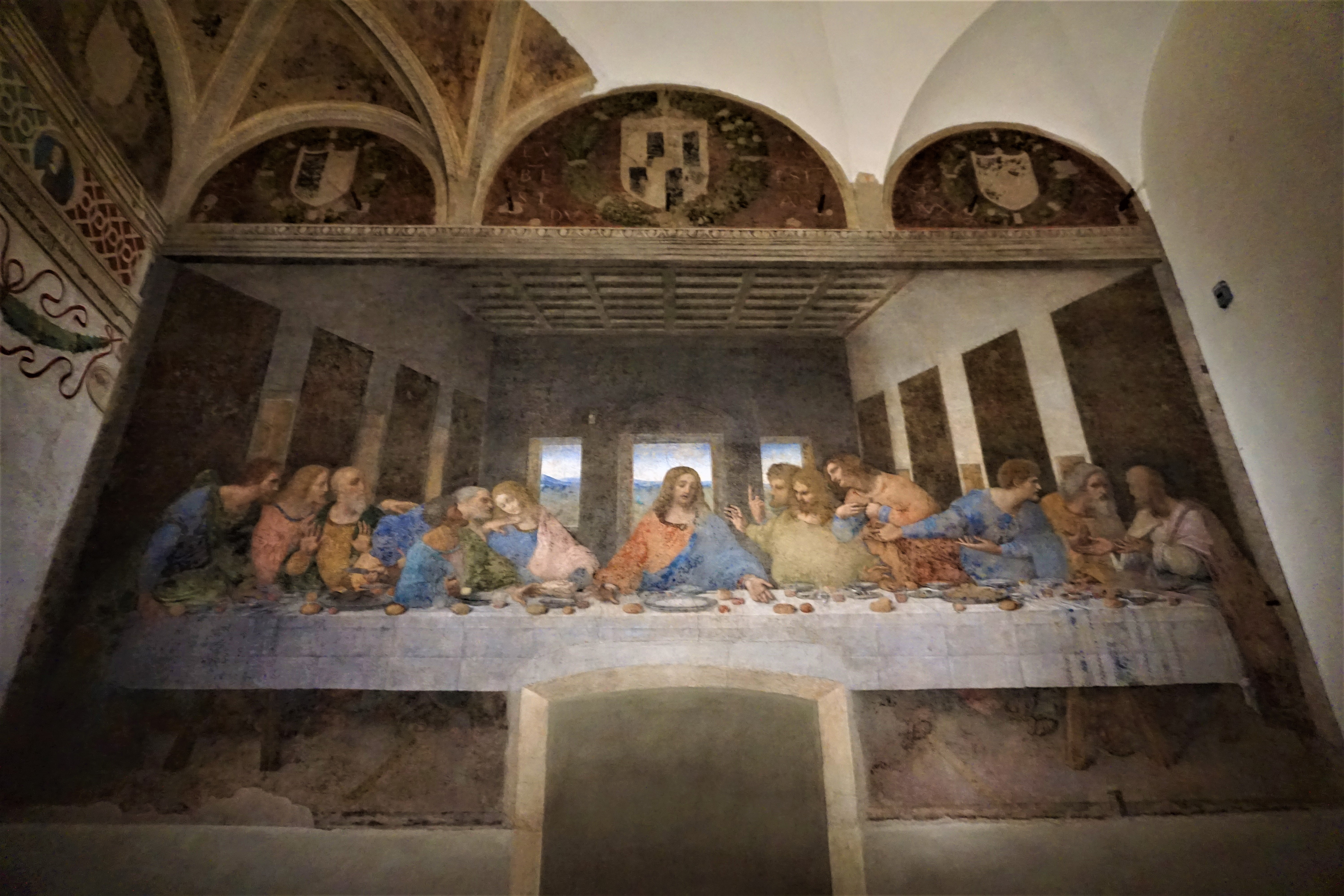
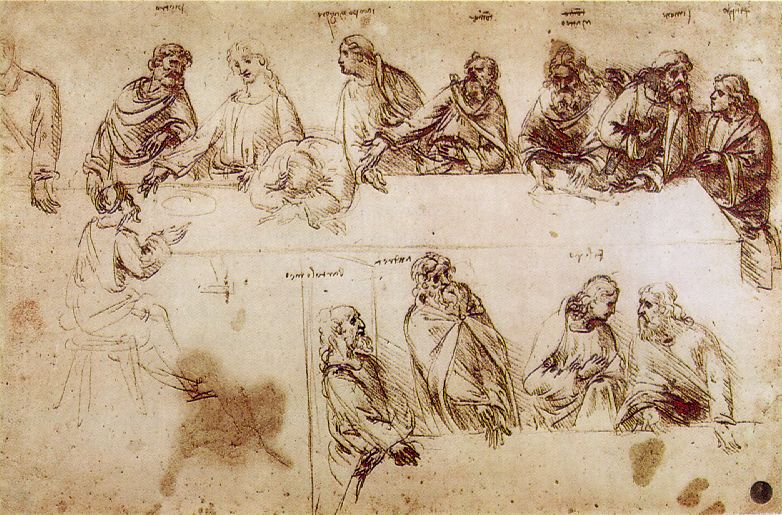